# Kryspinów
Kryspinów (do 1897 Śmierdząca) – wieś w Polsce, położona w województwie małopolskim, w powiecie krakowskim, w gminie Liszki, tuż przy zachodniej granicy Krakowa.
Wieś opactwa benedyktynów tynieckich w powiecie proszowickim województwa krakowskiego w końcu XVI wieku. 
W latach 1954–1960 wieś należała do gromady Cholerzyn, po jej likwidacji należała i była siedzibą władz gromady Kryspinów, po jej zniesieniu w gromadzie Liszki. W latach 1975–1998 w województwie krakowskim.

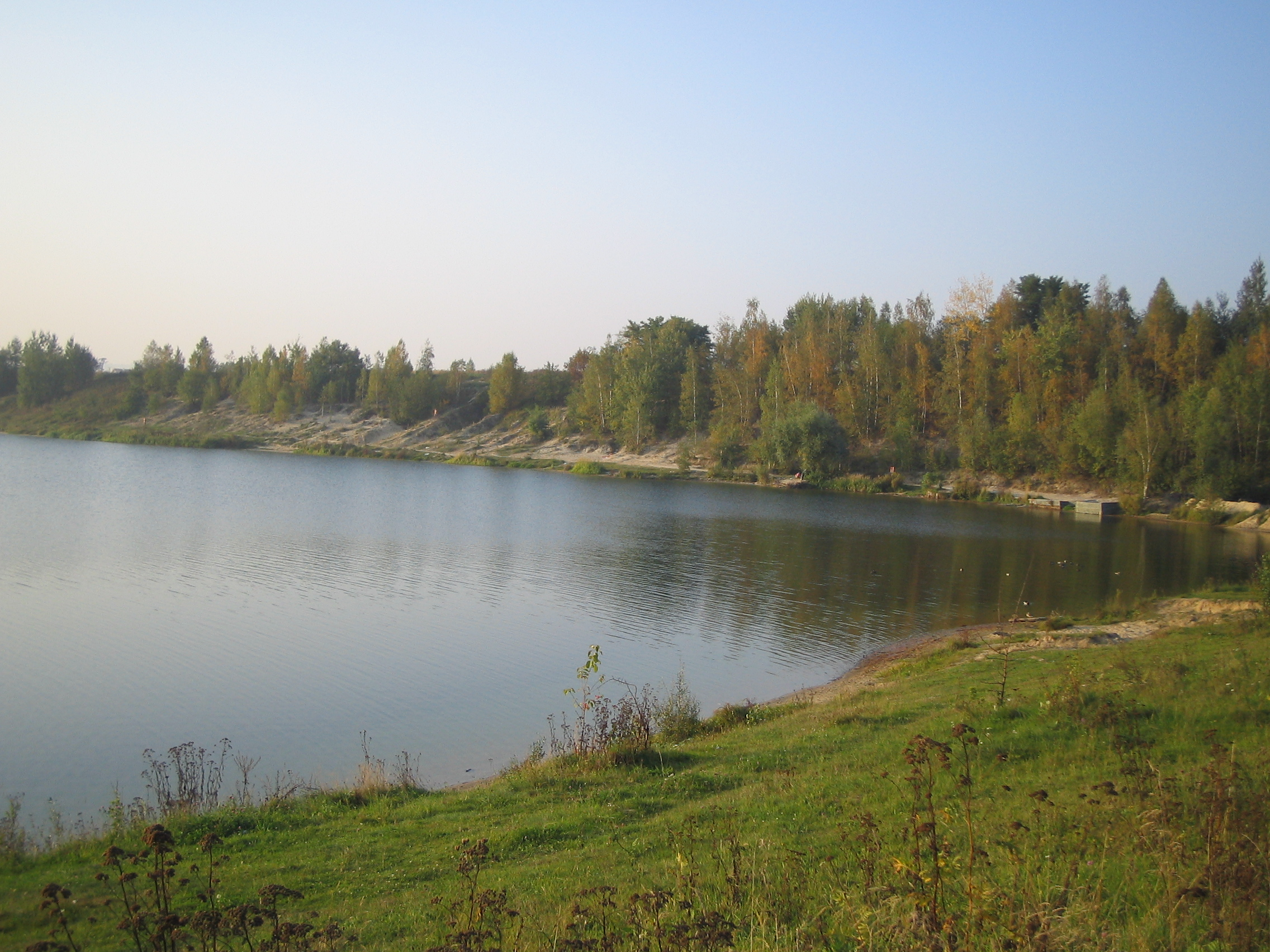
Zalew Na Piaskach zwany Kryspinowskim

Popularnym wśród krakowian miejscem wypoczynku są, powstałe na miejscu wyrobisk piaskowni, Zalew Na Piaskach i Zalew Budzyński, popularnie zwane Zalewem Kryspinowskim lub po prostu Kryspinowem, mimo że w rzeczywistości znajdują się w sąsiednim Budzyniu i Cholerzynie.
We wsi jest Jaskinia Kryspinowska.

## Części wsi
| SIMC    | Nazwa    | Rodzaj     |
| ------- | -------- | ---------- |
| 0325446 | Kąty     | przysiółek |
| 0325423 | Pod Górą | część wsi  |
| 0325430 | Za Górą  | część wsi  |

## Historia
Pierwsza informacja wymieniająca nazwę wsi pochodzi z roku 1311. Śmierdząca należała wtedy do dóbr opactwa tynieckiego. Władysław Łokietek, dokumentem z 21 grudnia odebrał sołtystwa we wsiach Śmierdząca i Kaszów niejakiemu Zudrmannowi z Pisar, karząc go w ten sposób za udział w buncie wójta Alberta i zwrócił je opactwu.
Nazwa Kryspinów pochodzi od imienia hrabiego Kryspina Żeleńskiego, który był właścicielem wsi na początku XIX wieku. Zmiana nazwy nastąpiła 20 stycznia 1898 roku.
W 1899 roku właścicielem był Jan Skirliński, członek Towarzystwa Strzeleckiego w Krakowie.
W latach 70. i 90. XX w. w Kryspinowie prowadzone były badania wykopaliskowe, które znacząco wpłynęły na naszą wiedzę na temat sytuacji kulturowej u schyłku okresu przedrzymskiego i wczesnorzymskiego w rejonie podkrakowskim. Badania te dotyczą cmentarzyska i osady. Cmentarzysko w Kryspinowie jest największą dotychczas odkrytą w zachodniej części Małopolski nekropolią kultury przeworskiej.
Początki osady w Kryspinowie sięgają prawdopodobnie wczesnej fazy późnego okresu lateńskiego, czyli pierwszej połowy I wieku p.n.e. (grupa tyniecka). W tym czasie przeważa ceramika ręcznie lepiona, charakterystyczna dla kultury przeworskiej, ale występują też pojedyncze fragmenty malowanej ceramiki celtyckiej.

## Zabytki
Obiekt wpisany do rejestru zabytków nieruchomych województwa małopolskiego.
- Zespół pałacowy, pałac, park ze stawami.

## Inne zabytki
Krzyż przydrożny z rzeźbami, postawiony na przełomie XIX / XX wieku.

## Infrastruktura i gospodarka
Przez teren miejscowości przebiega IV obwodnica Krakowa w ciągu autostrady A4 (E40).
W Kryspinowie stacjonuje Zespół Ratownictwa Medycznego Krakowskiego Pogotowia Ratunkowego o symbolu K01-022.